# Warton Santos
Warton Francisco Neiva de Moura Santos, ou apenas Warton Santos, (Picos, 15 de junho de 1944) é um médico e político brasileiro que exerceu sete mandatos de deputado estadual pelo Piauí.

## Dados biográficos
Filho de Waldemar de Moura Santos e Otília Neiva de Moura Santos. Médico formado na Universidade Federal de Pernambuco com especialização em Cirurgia Geral. Diretor do Hospital Geral de Picos, foi candidato a prefeito da cidade pelo MDB em 1970. Filiado ao PMDB, disputou nova eleição para prefeito numa sublegenda em 1982 não conseguindo vencer. Eleito deputado estadual em 1986, 1990, 1994, 1998, 2002, 2006 e 2010, foi secretário de Trabalho nas duas passagens de Mão Santa pelo Palácio de Karnak e foi secretário de Desenvolvimento Econômico no segundo governo Wilson Martins antes de reassumir o posto de secretário do Trabalho no governo Moraes Souza Filho. Mais tarde assumiu o cargo de diretor do Serviço de Saúde da Assembleia Legislativa.

## Família
Seu pai foi eleito suplente do senador Raimundo de Arêa Leão em 1950, sendo efetivado após a morte do titular em 1958. Seu filho, Pablo Santos, foi eleito deputado estadual em 2014, 2018 e 2022.